# Jamajka na Letních olympijských hrách 2016

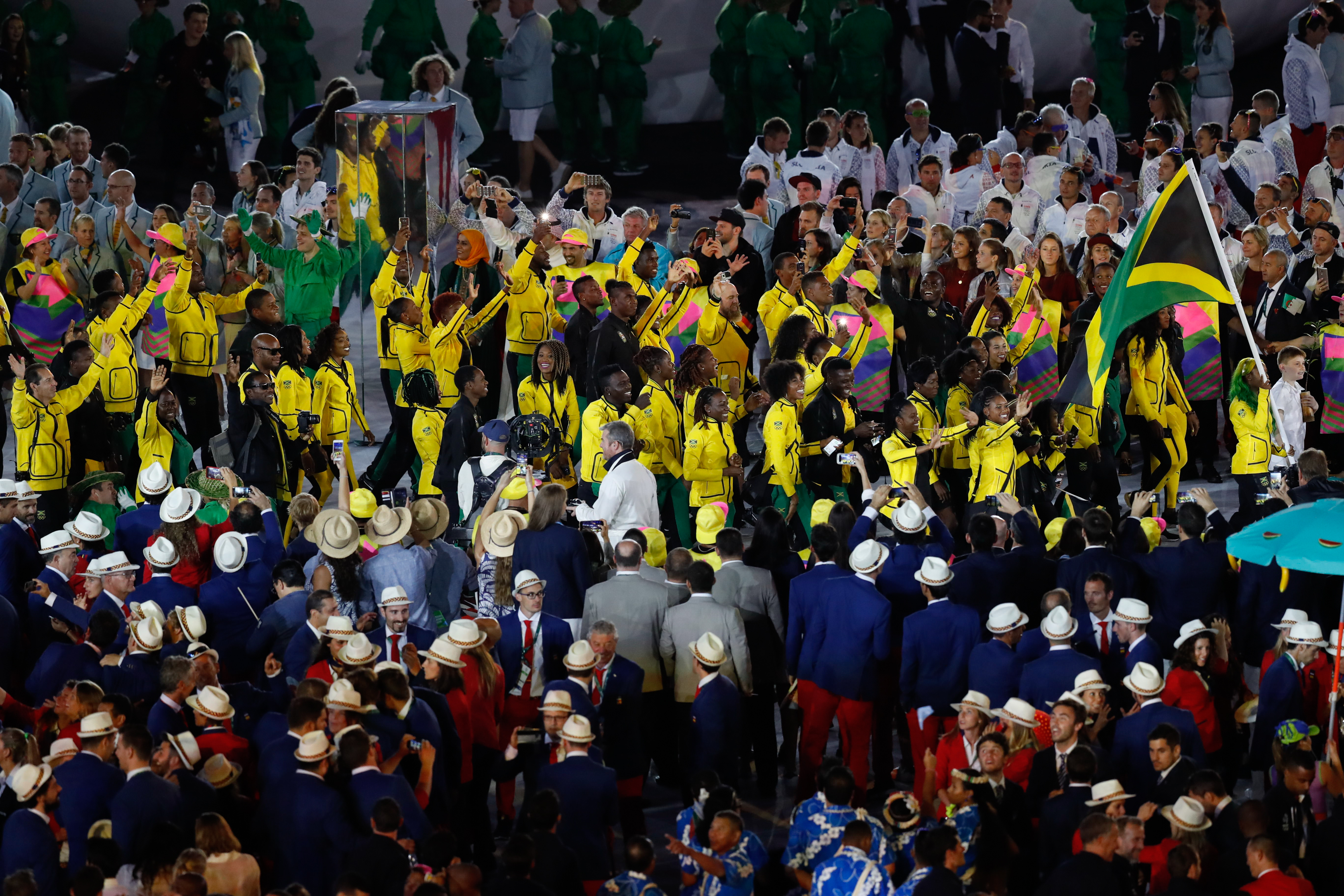
Summer Olympics opening ceremony

Jamajka se účastnila Letní olympiády 2016.

## Medailisté
| Medaile | Jméno | Sport    | Soutěž                 |
| ------- | --- | -------- | ---------------------- |
| Zlato   | Elaine Thompsonová | Atletika | Ženy 100 m             |
| Zlato   | Usain Bolt | Atletika | Muži 100 m             |
| Zlato   | Omar McLeod | Atletika | Muži 110 m překážek    |
| Zlato   | Elaine Thompsonová | Atletika | Ženy 200 m             |
| Zlato   | Usain Bolt | Atletika | Muži 200 m             |
| Zlato   | Asafa Powell Yohan Blake Nickel Ashmeade Usain Bolt Kemar Bailey-Cole (rozběhy) Jevaughn Minzie (rozběhy)                                                   | Atletika | Muži štafeta 4 × 100 m |
| Stříbro | Christania Williamsová Elaine Thompsonová Veronica Campbellová-Brownová Shelly-Ann Fraserová-Pryceová                                                       | Atletika | Ženy štafeta 4 × 100 m |
| Stříbro | Shericka Jacksonová Anneisha McLaughlin-Whilby Stephenie Ann McPherson Novlene Williamsová-Millsová Christine Dayová (rozběhy) Chrisann Gordonová (rozběhy) | Atletika | Ženy štafeta 4 × 400 m |
| Stříbro | Nathon Allen Fitzroy Dunkley Javon Francis Peter Matthews Rusheen McDonald                                                                                  | Atletika | Muži štafeta 4 × 400 m |
| Bronz   | Shelly-Ann Fraserová-Pryceová (rozběhy) | Atletika | Ženy 100 m             |
| Bronz   | Shericka Jacksonová | Atletika | Ženy 400 m             |